# 仲野博文
仲野 博文（なかの ひろふみ、1975年10月28日 - ）は、日本のジャーナリスト。

## 人物
兵庫県出身。
甲南大学卒業後、アメリカ・エマーソン大学でジャーナリズムの修士号を取得。
卒業論文のテーマは『ボストンにおけるエスニック・プレスの未来に関して』。
ワシントンD.C.で日本の報道機関に勤務後、フリーに転身。
2007年冬まで、日本のメディアに向けてアメリカのさまざまな情報を発信。
2008年より東京を拠点にテレビ、ラジオ、雑誌などのメディアにて活動。

## 出演
- 武田和歌子のぴたっと。（朝日放送ラジオ、水曜パートナー。2017年1月- ）
- Jam the WORLD（J-WAVE、木曜ナビゲーター。2008年4月 - 2011年9月）
- MOTIVE!!（bayfm、「WORLD TOPIX」コーナー担当で、主に電話・リモートでの出演。2019年4月 - ）